# Philippe de Zara
Philippe de Zara (1893 – 1984) è stato un giornalista e scrittore francese.

## Biografia
Con il libro di viaggio Autour de la mer latine vinse il Prix Montyon dell'Académie française nel 1934. Fu inoltre editore, con Fernand Sorlot, di Le Front latin, un quotidiano d'ispirazione fascista, dal 1935 al 1940.
Segretario generale del Comité «France-Italie», nell'aprile 1936 fu invitato dal ministro Giuseppe Bottai, insieme a Pierre Pascal e a Daniel-Rops, a tenere conferenze in Italia, in quanto «rappresentanti le varie tendenze delle giovani generazioni».
Tradusse in francese autori italiani, tra cui Lucilla Calfus Antonelli, Ernesto Daquanno, Michele Renzulli.

## Opere
- Philippe de Zara, Quatre étages en quatre mois, Paris, Le Rouge et le Noir, 1928.
- Philippe de Zara, Le Péché contre l'Esprit, roman, Paris, Le Rouge et le Noir, 1931.
- Philippe de Zara, Autour de la mer latine. Orient-Italie-Tunisie, Paris, Nouvelles Editions latines, 1933.
- Philippe de Zara, Mustafa Kemal : Dictateur, Paris, Nouvelles Editions latines, 1936.
- Philippe de Zara, Mussolini contre Hitler, Paris, Nouvelles Editions latines, 1938.
- Philippe de Zara, La Marche dans le désert, roman, Paris, F. Sorlot, 1943.
- Philippe de Zara, Notre Dame sans peur : Marie et l'ère atomique, Nicolet, Centre marial canadien, 1950.
- Philippe de Zara, Marie et l'Islam, Nicolet, Centre marial canadien, 1954.
- Philippe de Zara, Pensées d'un solitaire, Paris, Éd. du Vieux Colombier, 1954.